# Ninja Combat
Ninja Combat est un jeu vidéo de plates-formes développé par ADK et édité par SNK en 1990 sur Neo-Geo MVS, en 1991 sur Neo-Geo AES et en 1994 sur Neo-Geo CD (NGM 009),,.

## Réédition
- Console virtuelle (Japon, Amérique du Nord, Europe)